# Ratusz w Środzie Wielkopolskiej
Ratusz w Środzie Wielkopolskiej – zabytkowa siedziba władz miejskich w Środzie Wielkopolskiej, w województwie wielkopolskim.
Budowla została wzniesiona zapewne w połowie XIX wieku na miejscu siedziby starosty średzkiego. Ratusz jest murowany, otynkowany, posiada piwnice i dwie kondygnacje, oddzielone od siebie kordonowym gzymsem. Nad wejściem głównym znajduje się portal złożony z pilastrów. Dach budynku jest dwuspadowy, wykonany jest z czerwonej dachówki.
Obecnie w budynku mieszczą się: Urząd Miejski i Urząd Stanu Cywilnego.